# موسى أبو مرزوق
موسى محمد محمد أبو مرزوق (9 يناير 1951–) هو الرئيس الأول للمكتب السياسي لحركة المقاومة الإسلامية "حماس" (1992 - 1996)، ولد في مخيم رفح جنوب قطاع غزة عام 1951، هجرت عائلته قسراً من قرية يبنا قضاء الرملة بعد النكبة الفلسطينية عام 1948 إلى مدينة رفح بقطاع غزة وسكنت عائلته في مخيم رفح للاجئين.

## دراسته

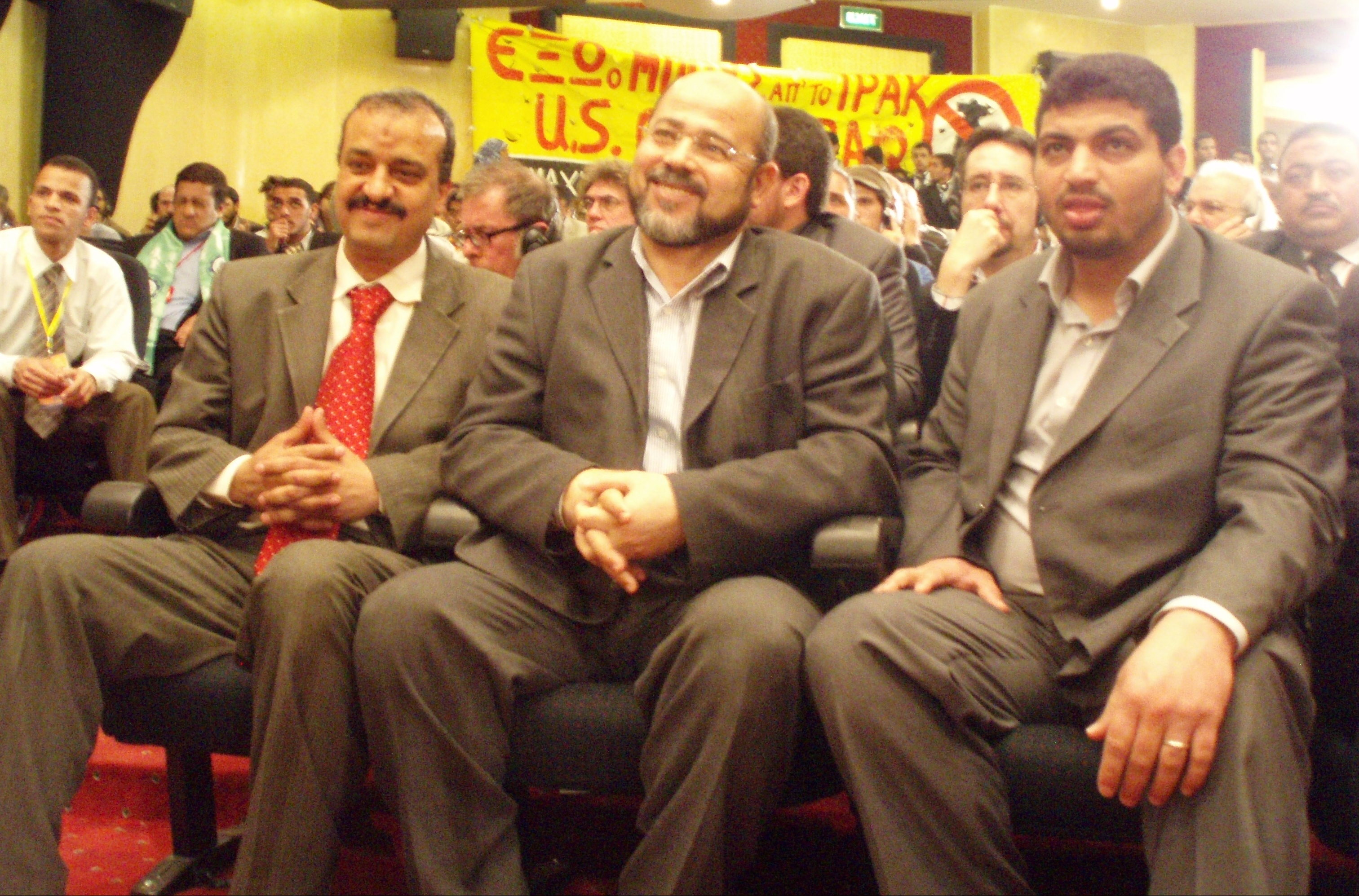
موسى أبو مرزوق بجانب القيادي بالإخوان المسلمين محمد البلتاجي في القاهرة سنة 2007.

درس المرحلة الأساسية في قطاع غزة، ثم درس في العام 1975 الهندسة الميكانيكية في جامعة حلوان بمصر، ثم حصل على درجة الماجستير في إدارة الإنشاءات في العام 1984 من جامعة في الولايات المتحدة الأمريكية، ثم حصل على درجة الدكتوراة في الهندسة الصناعية في العام 1992م، ويعتبر أحد مؤسسي الجامعة الإسلامية بغزة، وهو عضو هيئة الإشراف فيها.

## حياته السياسية
نشط في العمل الإسلامي منذ العام 1968، وفي العام 1992 انتُخِب كأول رئيس للمكتب السياسي لحركة حماس، ثم عمل نائبًا لرئيس المكتب السياسي لحركة حماس بعد الإفراج عنه عام 1997، وحل إسماعيل هنية بدلاً منه عام 2014. وفي عام 2017 عُيِّن رئيس مكتب العلاقات الدولية والخارجية لحركة حماس، وفي منتصف سنة 1995 أُبعِد من عمان بعد أن أقام فيها لمدة ثلاث أعوام رئيسًا للمكتب السياسي لحركة حماس وذلك بعد إغلاق السلطات الأردنية مكاتبها في العاصمة الأردنية عمان.

## اعتقاله
اعتُقِل من قبل السلطات الأمريكية في مطار نيويورك وظل محتجزا حتى تقدمت السلطات الإسرائيلية بطلب لتسلمه من الولايات المتحدة لاتهامه باصدار أوامر وتحويل أموال لمقاتلي حماس. ثم أصدرت محكمة فدرالية أمريكية حكما بتسليمه للسلطات الإسرائيلية وقد قرر الدكتور موسى أبو مرزوق في كانون ثاني/يناير لسنة 1997 عدم استئناف الحكم ضد تسليمه للسلطات الإسرائيلية بعد أن أمضى 22 شهرا في زنزانة انفرادية في سجن نيويورك الفيدرالي. وقررت سلطات الاحتلال الصهيوني عدم تسلم الدكتور موسى أبو مرزوق خشية قيام حركة حماس بشن سلسلة من الهجمات الانتقامية وعمليات الاختطاف جنود لتحريره، مما أرغم السلطات الأمريكية على نقله إلى الأردن في أيار/مايو من سنة 1997، بعد أن قررت السلطات الأردنية استقباله. ثم أُبعِد من الأردن للمرة الثانية بعد عامين من الإقامة، وذلك في سنة 1999 حيث صدرت مذكرة لاعتقال قادة حماس في شهر 8 في سنة 1999.

## إتهامه
أتهمته الولايات المتحدة الأمريكية بانتهاك حظر على التعاملات المالية مع من أسمتهم بالإرهابيين، في عام 2001، تلا ذلك إصدار مذكرة اعتقال في عام 2004 بتهمة "تشكيل خلية إرهابية مقرها الولايات المتحدة مرتبطة بحركة حماس، وتمويل أنشطة إرهابية قتلت ضحايا بينهم مواطنون أميركيون في إسرائيل والأراضي الفلسطينية.

## العمل
عمل مديرًا لمصنع ألومنيوم في سنة 1976-1981 في دولة الإمارات العربية المتحدة. وعمل مهندسًا في شركة بترول أبو ظبي الوطنية، كما ساهم في إنشاء مؤسسة القدس وكان رئيسا للهيئة التحضيرية فيها. وعمل رئيسا لمجلس الإدارة لمؤسسة القدس في دورتها الأولى وهو عضو في مجلس الإدارة حاليا، وهو عضو في الهيئة الإدارية للمؤتمر القومي الإسلامي لدورتيه وحتى الآن، وعضو في المؤتمر القومي العربي، كما شارك في تأسيس أول مركز إسلامي في مدينة فورت كولنز في ولاية كولورادو الأمريكية، كما شارك في إنشاء العديد من المؤسسات والمراكز والهيئات والمدارس التي تنشط في العمل الإسلامي والقضية الفلسطينية في الولايات المتحدة الأمريكية، أحد مؤسسي الجامعة الإسلامية وعضو هيئة الاشراف فيها، يعتبر ناشط في العمل الإسلامي الفلسطيني والعام منذ العام 1968 حيث أنشأ مع اخوانه أول مجموعات العمل الإسلامي في مدينة رفح والتحقت بنظيرتها في غزة.
، وشارك في تأسيس حركة المقاومة الإسلامية حماس عام 1987م وأعاد تنظيم صفوفها بعد اعتقال الاحتلال لقياداتها ومعظم كوادرها عام 1989م، انتخب مسؤولا عن العمل الإسلامي في الولايات المتحدة الأمريكية عام 1988 وساهم في تأسيس العديد من المراكز والجمعيات الإسلامية هناك، ترأس وفد حركة حماس في عدة جولات من جولات المصالحة الفلسطينية، وترأس وفد الحركة في حوارات القاهرة منذ عام 2009م وحتى بعد اعلان تشكيل حكومة الوفاق الوطني عام 2014م، وكذلك ترأس وفد حركة حماس في الوفد المفاوض أثناء حرب 2014م.

## الإقامة
أقام الدكتور موسى أبو مرزوق في قطاع غزة حتى عام 1968م، وبعد الانتهاء من دراسته أقام في دولة الإمارات العربية المتحدة حتى عام 1981م، ثم انتقل للعيش في الأردن إلى أن تم إبعاده عنها عام 1995م، في عام 1997م، سمحت له الأردن بالعودة لأراضيها وأبعدته مرة ثانية في عام 1999م، ليقيم في سوريا حتى عام 2012م.
وبسبب موقف حركة حماس من الثورة السورية ترك أبو مرزوق سوريا واتجه للإقامة في جمهورية مصر العربية حتى عام 2013م، ليتنقل بعدها للإقامة في قطر.

## لقاءات على قناة الجزيرة
- برنامج لقاء اليوم:
  1. موسى أبو مرزوق.. الانقسام الفلسطيني، 14 أكتوبر 2008 م - فيديو على يوتيوب
  2. أبو مرزوق.. علاقة حماس مع فتح والسلطة، 28 نوفمبر 2002 م
  3. موسى أبو مرزوق.. السياسة الأردنية تجاه حركة حماس، 15 سبتمبر 1999 م
- برنامج ما وراء الخبر:
  1. الأزمة المالية التي تعيشها الحكومة الفلسطينية الجديدة، 5 أبريل 2006 م
  2. المصاعب التي تعترض تشكيل الحكومة الفلسطينية، 1 فبراير 2006 م
  3. موقف الغرب من فوز حماس بالانتخابات الفلسطينية، 29 يناير 2006 م
- برنامج ما وراء الأحداث: ما وراء خارطة الطريق وزيارة باول للمنطقة، 3 مايو 2003 م

## وصلات خارجية
- محطات في تاريخ العلاقة بين حماس والأردن، الجزيرة نت، 14 يونيو 2001 م
- موسى أبو مرزوق لـ«الشرق الأوسط»: لقاءات تجري بين قادة حماس وكوادر من فتح، الشرق الأوسط، 20 أكتوبر 2007 م.